# Вирджинская династия
Вирджинская династия (англ. Virginia dynasty) — термин, используемый для обозначения четырёх из пяти первых президентов США: Джорджа Вашингтона, Томаса Джефферсона, Джеймса Мэдисона и Джеймса Монро, все из которых были родом из штата Виргиния и воспитывались в местной социальной и экономической системе в колониальный период. Они внесли большой вклад в достижение независимости и создание Конституции. Период их правления длился с 1789 по 1825 год, прервавшись лишь на один срок Джона Адамса, рождённого в Новой Англии. На заре существования США граждане были склонны больше отождествлять себя с родным штатом, а не со всей страной; предрассудки жителей разных частей страны друг о друге также были распространены: за пределами Виргинии вирджинцы считались властолюбивыми и чрезмерно гордыми, а Вашингтон, готовясь к британскому вторжению в Нью-Йорк в 1776 году говорил, что в Новой Англии всё пронизано грязным и корыстным духом. Виргиния до сих пор является штатом-родиной наибольшего количества президентов США. Иногда к Вирджинской династии относят только последовательно сменивших друг друга Джефферсона, Мэдисона и Монро. 
По данным первой переписи населения США в 1790 году Виргиния была наиболее населённым штатом: в ней проживало 516 тысяч свободных людей и около 300 тысяч рабов (примерно 40% от общей численности населения). Значимость штату также придавала близость к новой столице — Вашингтону. На Конституционном конвенте 1787 года обсуждалось, стоило ли учитывать рабов при определении количества представителей от каждого штата в Конгрессе; делегаты решили учитывать 3/5 «всех остальных лиц», что расширило влияние Виргинии как в Палате представителей, так и в коллегии выборщиков. Несмотря на то, что отношения между членами Вирджинской династии менялись с течением времени, действующий президент из штата часто расчищал дорогу для своего преемника-земляка. Одним из методов сохранения власти было назначение старых вице-президентов, которые не могли всерьёз претендовать на президентский пост.
Оппозиция непрекращающемуся правлению династии одного штата проявлялась на севере ещё в 1804 и 1808 годах, но затем недовольство стало появляться даже на юге, где некоторые люди желали внести поправки в Конституцию, которая бы позволила «вырвать суверенитет Союза» из рук Виргинии. Джон Куинси Адамс отмечал противостояние между Нью-Йорком, в котором активно развивалась промышленность и судоходство, и Виргинией, а Мартин Ван Бюрен отмечал, что недовольство перспективой избрания нового представителя династии высказывали не только политики, но и народные массы. В 1816 году в качестве возможных кандидатов от антивирджинских сил назывались Генри Клей, Саймон Снайдер и другие. Лидеры демократическо-республиканской партии Нью-Йорка, недовольные вечным положением второго штата после Виргинии, стремились добиться избрания своего «любимого сына» Дэниела Томпкинса президентом. Они надеялись заручиться поддержкой всех конгрессменов (тогда члены Конгресса от определённой партии собирались вместе и выбирали кандидата в президенты от партии; такая система называлась кокусами), выступавших против правления одного штата, но потерпели неудачу. В то время как конгрессмены уважали претензии Нью-Йорка, они считали, что Томпкинс был недостаточно известен для должности президента.
Другим потенциальным кандидатом считался военный министр Уильям Кроуфорд. Доверенное лицо Кроуфорда, Уильям Бибб опубликовал письмо, где говорилось о том, что министр не желает выдвижения, но некоторые аналитики утверждали, что этот отказ был сделан без его согласия. Таким образом, часть политиков считала, что Кроуфорд может победить и будет участвовать в битве за номинацию, в то время как другие считали, что несмотря на своё нежелание, он будет выдвинут собственными союзниками. Начали ходить слухи о том, что ведутся переговоры для формирование альянса между Томпкинсом и Кроуфордом. Тем временем фаворит на выдвижение от вирджинцев Джеймс Монро считал настроения против себя серьёзной проблемой, так как его земляки старались передать инициативу созыва кокуса другому штату. Первая попытка провести кокус 12 марта 1812 года провалилась из-за того, что на нём присутствовало слишком мало конгрессменов, но 16 марта Монро выиграл голосование с 65 голосами против 54 у Кроуфорда, так как союзникам первого удалось переманить на свою сторону некоторых противников Виргинии в последний момент. Монро выиграл выборы с большим перевесом. В 1820 году он был переизбран без серьёзной оппозиции.
На выборах 1824 года Демократическо-республиканская партия раскололась; старые республиканцы выдвинули Кроуфорда и пытались представить его как «законного и легитимного преемника Вирджинской династии», но победу одержал Джон Куинси Адамс, положив конец династии.
После завершения срока полномочий Джеймса Монро в 1825 году ещё 4 уроженца Виргинии занимали пост президента. К ним относятся:
- 9-й президент Уильям Генри Гаррисон (1773—1841), родившийся в округе Чарльз-Сити, но проживший большую часть жизни на Северо-западной территории и штате Огайо; участвовал в войнах с индейцами и одержавший победу в битве при Типпекану, был избран в 1840 году, но пробыл в должности всего один месяц и умер[10].
- 10-й президент Джон Тайлер (1790—1862), родившийся в округе Чарльз-Сити; член Палаты представителей и Сенатор от Виргинии, сменил Гаррисона после его смерти, так как на тех же выборах был избран вице-президентом; во время гражданской войны поддержал Конфедерацию[10].
- 12-й президент Закари Тейлор (1784—1850), родившийся в округе Ориндж и выросший в Кентукки; прославился во время американо-мексиканской войны, одержав множество побед; скончался на посту в 1850 году[10].
- 28-й президент Вудро Вильсон (1856—1924), родившийся в независимом городе Стонтон и выросший в Джорджии и Южной Каролине; занимал пост президента Принстонского университета и губернатора Нью-Джерси; избирался в 1912 и 1916 годах[10].